# 李猛 (哲学家)
李猛（1971年12月—），男，北京大学哲学系伦理学教研室主任、教授，北京大学哲学系副主任，北京大学元培学院院长。著有《自然社会：自然法与现代道德世界的形成》。

## 生平
1971年生于辽宁辽阳，本科毕业于中国人民大学社会学系，1993年考入北京大学社会学系，1996年获硕士学位，1996年至2001年在北大社会学系任教，获北大第六届“十佳教师”称号。2001年9月开始在美国芝加哥大学社会思想委员会攻读博士，2008年获得博士学位。2009年1月起执教于北京大学哲学系。 2018年11月任北京大学元培学院院长。

## 评价
李猛的博士指导老师之一马克·里拉说：李猛“显然极具思想而又诚挚认真，而且他在北京的知识圈中已经极为知名”，“但在刚选修的我的一门课程中，他却未能通过口头或书面英语很好地陈述自己的思想”。 并怀疑李猛学习拉丁语的动机。李猛后来说，马克·里拉对他有误解，“可能是我的英语真的不够好，引起了他理解上的偏差或是记忆上的失误。”
2015年6月19日，第二十期博雅公法论坛讨论了李猛的学术新著《自然社会》，与会学者高度评价该作品。 对外经济贸易大学国际关系学院副教授霍伟岸认为：“《自然社会》是迄今为止中国学者对现代早期西方政治思想做出的最有分量的、具有国际水准的研究著作。” 华东师范大学政治系学者江绪林认为，就“精细的深度研究而言，《自然社会》竟或不逊于施特劳斯的名著《自然权利与历史》”，但“未有任何类似的核心观念来支撑或导引”。

## 作品

### 著作
- “笛卡儿论永恒真理的创造”，《哲学门》第19辑，北京大学出版社2009年版
- “马基雅维利的世界的轻与重”，《现代政治与道德》，上海三联书店2006年版
- 《自然社会：自然法与现代道德世界的形成》，生活·读书·新知三联书店，2015-03-01，ISBN：9787108052612

### 译作
- 《实践与反思：反思社会学导引》，作者：[法]皮埃尔·布迪厄，译者：李猛、李康，中央编译出版社，1998-01-01，原作名：An Invitation to Reflexive Sociology
- 《社会的构成》，作者：[英]安东尼·吉登斯，译者：李猛、李康，生活·读书·新知三联书店，1998-05-01，原作名：The Constitution of Society
- 《结构主义以来：从列维-斯特劳斯到德里达》，作者：[英]约翰・斯特罗克，译者：渠东、李康、李猛，辽宁教育出版社，1998-03，原作名：Structuralism and Since：From Lévi-Strauss to Derrida